# فرودگاه توکونوشیما
فرودگاه توکونوشیما (به انگلیسی: Tokunoshima Airport) (به زبان بومی: Tokunoshima Island Airport) یک فرودگاه همگانی با کد یاتا TKN است که یک باند فرود آسفالت بتن دارد و طول باند آن ۲۰۰۰ متر است. این فرودگاه در کشور ژاپن قرار دارد.